# Zagłębek bruzdkowany
Zagłębek bruzdkowany (Rhysodes sulcatus) – gatunek chrząszcza z rodziny zagłębkowatych. Jeden z dwóch, obok Rhysodes comes, przedstawicieli rodzaju Rhysodes.

## Opis
Postać dorosła ma ciało podłużne, równowąskie, długości 6,5–8,2 mm. Ciało barwy kasztanowej, błyszczące. Głowa trójkątna z paciorkowatymi 11-członowymi czułkami. Przedplecze dzwonowate, na wierzchu z trzema, głębokimi, podłużnymi bruzdami. Bruzdy boczne u nasady przedplecza znacznie rozszerzone a przedplecze między bruzdami silnie wypukłe. Pokrywy skrzydłowe zaokrąglone na końcu. Na każdej z pokryw znajduje się siedem bruzd z pojedynczym rzędem punktów na dnie. Żeberka gładkie, szersze od bruzd.
Larwa długości do 9 mm i szerokości 1,5 mm. W kształcie podłużna, lekko spłaszczona, stopniowo zwężająca się ku początkowi i końcowi. Ciało miękkie, po stronie grzbietowej barwy białawej nieco żółtawej. Poczwarka owalna, długości 6,5 mm.

## Biologia i ekologia
Gatunek jest reliktem lasów pierwotnych, którego rozwój związany jest z martwym, próchniejącym drewnem. Loty godowe odbywają się od maja do połowy czerwca. Samice składają jaja w próchniejące kłody i pniaki, głównie buka i jodły, ale również dębu, topoli i świerka. Larwy drążą sieć równoległych korytarzy odżywiając się butwiejącym drewnem, ich rozwój trwa najprawdopodobniej dwa lata. Po tym okresie w lipcu larwy budują kolebkę poczwarkową, gdzie dochodzi do przepoczwarczenia. Stadium poczwarki trwa od jednego do dwóch tygodni. Owady dorosłe zimują pozostając w kolebkach poczwarkowych; jeśli wyjdą na zewnątrz, zimują w korytarzach innych gatunków saproksylicznych lub pod odstającą korą.

## Zasięg i występowanie
Od Pirenejów w zachodniej Europie po góry Ałtaj w zachodniej Syberii. Na północy sięga do południowej Szwecji, gdzie jednak po raz ostatni odnotowano go w roku 1863; na południu do wybrzeży Morza Śródziemnego. Gatunek bardzo rzadki, występujący w silnie izolowanych populacjach na niżu i w niższych położeniach górskich. Związany jest z lasami naturalnymi lub nieznacznie przekształconymi gdzie dostępna jest duża ilość próchniejącego drewna o dużej wilgotności.
W Polsce występuje między innymi w Puszczy Białowieskiej, Puszczy Knyszyńskiej, w Roztoczańskim Parku Narodowym, na Pogórzu Przemyskim, w Górach Świętokrzyskich i Beskidzie Niskim.

## Ochrona
Międzynarodowa Unia Ochrony Przyrody w swojej czerwonej księdze klasyfikuje gatunek ze statusem DD – niewystarczające dane, co związane jest ze słabym rozpoznaniem gatunku na terenie Rosji. Ze względu na rzadkość występowania i pofragmentowany zasięg, regionalnie, dla Unii Europejskiej określono status EN – zagrożony. Gatunek umieszczono w załączniku II dyrektywy siedliskowej. W Polsce podlega ścisłej ochronie gatunkowej, jest też umieszczony w Polskiej czerwonej księdze zwierząt i Czerwonej liście zwierząt ginących i zagrożonych w Polsce ze statusem EN – zagrożony.
Zagrożeniem dla gatunku jest duża fragmentacja i ciągłe kurczenie się odpowiednich dla rozwoju siedlisk.